# Lavoisiera pulchella
Lavoisiera pulchella är en tvåhjärtbladig växtart som beskrevs av Adelbert von Chamisso. Lavoisiera pulchella ingår i släktet Lavoisiera och familjen Melastomataceae. Inga underarter finns listade i Catalogue of Life.